# Siegfried Meister
Siegfried Meister (ur. 9 stycznia 1903 w Geisingen, zm. 31 października 1982 w Oberderdingen) – niemiecki polityk i inżynier, parlamentarzysta krajowy i europejski.

## Życiorys
Po ukończeniu prywatnej szkoły kształcił się w zakresie ekonomii i inżynierii, uzyskał rangę głównego inżyniera. Pracował w przemyśle, następnie był doradcą władz Republiki Chińskiej w Nankinie i specjalistą ds. handlu w ambasadzie Chin w Berlinie. Po wybuchu II wojny światowej internowany w Indochinach, po rozejmie w Compiègne przybył do III Rzeszy i pracował jako zarządca w fabryce. W kolejnych latach zatrudniony na stanowiskach kierowniczych w branży przemysłowej.
W 1945 wstąpił do Unii Chrześcijańsko-Demokratycznej. Zasiadał w radzie gminy Flehingen i przez dwie kadencje w radzie powiatu Karlsruhe, następnie od 1960 do 1965 w landtagu Badenii-Wirtembergii. W latach 1957–1972 członek Bundestagu, a od 1970 do 1973 deputowany Parlamentu Europejskiego.

## Odznaczenia
Odznaczony Wielkim Krzyżem Zasługi Orderu Zasługi Republiki Federalnej Niemiec (1972).